# Semaine internationale Coppi et Bartali 2018
La 33e édition de la Semaine internationale Coppi et Bartali a lieu du 22 au 28 mars 2018. La course fait partie du calendrier UCI Europe Tour 2018 en catégorie 2.1.

## Présentation

### Équipes
Classée en catégorie 2.1 de l'UCI Europe Tour, la Semaine internationale Coppi et Bartali est par conséquent ouverte aux WorldTeams dans la limite de 50 % des équipes participantes, aux équipes continentales professionnelles, aux équipes continentales et aux équipes nationales.
| WorldTeams (6)- Sky - EF Education First-Drapac p/b Cannondale - Lotto NL-Jumbo - Movistar Team - Trek-Segafredo - Mitchelton-Scott Équipes continentales professionnelles (13)- Bardiani CSF - Wanty-Groupe Gobert - WB-Aqua Protect-Veranclassic - Wilier Triestina-Selle Italia - Delko-Marseille Provence-KTM - Aqua Blue Sport - Caja Rural-Seguros RGA - Androni Giocattoli-Sidermec - Nippo-Vini Fantini-Europa Ovini - CCC Sprandi Polkowice - Fortuneo-Samsic - Israel Cycling Academy - Gazprom-RusVelo Équipes continentales (6)- Amore & Vita-Prodir - Sangemini-MG.Kvis - ONE Pro Cycling - Biesse Carrera Gavardo - Trevigiani Phonix-Hemus 1896 - MsTina-Focus |
| |

## Étapes
| Étape       | Date    | Villes étapes                       | type                         | Distance (km) | Vainqueur d'étape   | Leader du classement général |
| ----------- | ------- | ----------------------------------- | ---------------------------- | ------------- | ------------------- | ---------------------------- |
| 1re A étape | 22 mars | Gatteo – Gatteo                     | étape de plaine              | 97,8          | Pascal Eenkhoorn    | Pascal Eenkhoorn             |
| 1re B étape | 22 mars | Gatteo a Mare – Gatteo              | contre-la-montre par équipes | 13,3          | Sky                 | Pascal Eenkhoorn             |
| 2e étape    | 23 mars | Riccione – Sogliano al Rubicone     | étape de moyenne montagne    | 130           | Bauke Mollema       | Diego Rosa                   |
| 3e étape    | 24 mars | Crevalcore – Crevalcore             | étape de plaine              | 171,4         | Christopher Lawless | Diego Rosa                   |
| 4e étape    | 25 mars | Fiorano Modenese – Fiorano Modenese | contre-la-montre individuel  | 12,5          | Jan Tratnik         | Diego Rosa                   |

## Déroulement de la course

### 1reétapesecteur a
| \| Classement de l'étape \| Classement de l'étape \| Classement de l'étape \| Classement de l'étape \| Classement de l'étape \| \| Coureur \| Coureur \| Pays \| Équipe \| Temps \| \| --------------------- \| --------------------- \| --------------------- \| ------------------------------- \| --------------------- \| \| 1er \| Pascal Eenkhoorn \| Pays-Bas \| LottoNL-Jumbo \| 2 h 12 min 43 s \| \| 2e \| Lawson Craddock \| États-Unis \| EF Education First-Drapac \| + 0 s \| \| 3e \| Davide Ballerini \| Italie \| Androni Giocattoli-Sidermec \| + 1 min 07 s \| \| 4e \| Christopher Lawless \| Royaume-Uni \| Team Sky \| + 1 min 07 s \| \| 5e \| Casper Pedersen \| Danemark \| Aqua Blue Sport \| + 1 min 07 s \| \| 6e \| Marco Canola \| Italie \| Nippo-Vini Fantini-Europa Ovini \| + 1 min 07 s \| \| 7e \| Marco Maronese \| Italie \| Bardiani CSF \| + 1 min 07 s \| \| 8e \| Alessandro Fedeli \| Italie \| Trevigiani-Phonix-Hemus 1896 \| + 1 min 07 s \| \| 9e \| Enrico Battaglin \| Italie \| LottoNL-Jumbo \| + 1 min 07 s \| \| 10e \| Riccardo Stacchiotti \| Italie \| MSTina-Focus \| + 1 min 07 s \| |                      |             |                                 |                 |
| |                      |             |                                 |                 |
| |                      |             |                                 |                 |
| Classement de l'étape |                      |             |                                 |                 |
| Coureur | Coureur              | Pays        | Équipe                          | Temps           |
| 1er | Pascal Eenkhoorn     | Pays-Bas    | LottoNL-Jumbo                   | 2 h 12 min 43 s |
| 2e | Lawson Craddock      | États-Unis  | EF Education First-Drapac       | + 0 s           |
| 3e | Davide Ballerini     | Italie      | Androni Giocattoli-Sidermec     | + 1 min 07 s    |
| 4e | Christopher Lawless  | Royaume-Uni | Team Sky                        | + 1 min 07 s    |
| 5e | Casper Pedersen      | Danemark    | Aqua Blue Sport                 | + 1 min 07 s    |
| 6e | Marco Canola         | Italie      | Nippo-Vini Fantini-Europa Ovini | + 1 min 07 s    |
| 7e | Marco Maronese       | Italie      | Bardiani CSF                    | + 1 min 07 s    |
| 8e | Alessandro Fedeli    | Italie      | Trevigiani-Phonix-Hemus 1896    | + 1 min 07 s    |
| 9e | Enrico Battaglin     | Italie      | LottoNL-Jumbo                   | + 1 min 07 s    |
| 10e | Riccardo Stacchiotti | Italie      | MSTina-Focus                    | + 1 min 07 s    |

| \| Classement général \| Classement général \| Classement général \| Classement général \| Classement général \| \| Coureur \| Coureur \| Pays \| Équipe \| Temps \| \| ------------------ \| -------------------- \| ------------------ \| ------------------------------- \| ------------------ \| \| 1er \| Pascal Eenkhoorn \| Pays-Bas \| LottoNL-Jumbo \| 2 h 12 min 37 s \| \| 2e \| Lawson Craddock \| États-Unis \| EF Education First-Drapac \| + 2 s \| \| 3e \| Davide Ballerini \| Italie \| Androni Giocattoli-Sidermec \| + 1 min 11 s \| \| 4e \| Christopher Lawless \| Royaume-Uni \| Team Sky \| + 1 min 13 s \| \| 5e \| Casper Pedersen \| Danemark \| Aqua Blue Sport \| + 1 min 13 s \| \| 6e \| Marco Canola \| Italie \| Nippo-Vini Fantini-Europa Ovini \| + 1 min 13 s \| \| 7e \| Marco Maronese \| Italie \| Bardiani CSF \| + 1 min 13 s \| \| 8e \| Alessandro Fedeli \| Italie \| Trevigiani-Phonix-Hemus 1896 \| + 1 min 13 s \| \| 9e \| Enrico Battaglin \| Italie \| LottoNL-Jumbo \| + 1 min 13 s \| \| 10e \| Riccardo Stacchiotti \| Italie \| MSTina-Focus \| + 1 min 13 s \| |                      |             |                                 |                 |
| |                      |             |                                 |                 |
| |                      |             |                                 |                 |
| Classement général |                      |             |                                 |                 |
| Coureur | Coureur              | Pays        | Équipe                          | Temps           |
| 1er | Pascal Eenkhoorn     | Pays-Bas    | LottoNL-Jumbo                   | 2 h 12 min 37 s |
| 2e | Lawson Craddock      | États-Unis  | EF Education First-Drapac       | + 2 s           |
| 3e | Davide Ballerini     | Italie      | Androni Giocattoli-Sidermec     | + 1 min 11 s    |
| 4e | Christopher Lawless  | Royaume-Uni | Team Sky                        | + 1 min 13 s    |
| 5e | Casper Pedersen      | Danemark    | Aqua Blue Sport                 | + 1 min 13 s    |
| 6e | Marco Canola         | Italie      | Nippo-Vini Fantini-Europa Ovini | + 1 min 13 s    |
| 7e | Marco Maronese       | Italie      | Bardiani CSF                    | + 1 min 13 s    |
| 8e | Alessandro Fedeli    | Italie      | Trevigiani-Phonix-Hemus 1896    | + 1 min 13 s    |
| 9e | Enrico Battaglin     | Italie      | LottoNL-Jumbo                   | + 1 min 13 s    |
| 10e | Riccardo Stacchiotti | Italie      | MSTina-Focus                    | + 1 min 13 s    |

### 1reétapesecteur b
| \| Classement de l'étape \| Classement de l'étape \| Classement de l'étape \| Classement de l'étape \| Classement de l'étape \| Classement de l'étape \| \| Équipe \| Équipe \| Pays \| Temps \| Écart de temps \| Vitesse moy. \| \| --------------------- \| ---------------------------------------- \| --------------------- \| --------------------- \| --------------------- \| --------------------- \| \| 1re \| Sky \| Royaume-Uni \| 14 min 44 s \| \| 54.163 km/h \| \| 2e \| CCC Sprandi Polkowice \| Pologne \| 14 min 54 s \| + 10 s \| 53.557 km/h \| \| 3e \| Mitchelton-Scott \| Australie \| 14 min 54 s \| + 10 s \| 53.557 km/h \| \| 4e \| Lotto NL-Jumbo \| Pays-Bas \| 14 min 55 s \| + 11 s \| 53.497 km/h \| \| 5e \| Trek-Segafredo \| États-Unis \| 14 min 57 s \| + 13 s \| 53.378 km/h \| \| 6e \| Androni Giocattoli-Sidermec \| Italie \| 15 min 00 s \| + 16 s \| 53.200 km/h \| \| 7e \| EF Education First-Drapac p/b Cannondale \| États-Unis \| 15 min 05 s \| + 21 s \| 52.906 km/h \| \| 8e \| Gazprom-RusVelo \| Russie \| 15 min 08 s \| + 24 s \| 52.731 km/h \| \| 9e \| Nippo-Vini Fantini-Europa Ovini \| Italie \| 15 min 13 s \| + 29 s \| 52.442 km/h \| \| 10e \| Wilier Triestina-Selle Italia \| Italie \| 15 min 14 s \| + 30 s \| 52.385 km/h \| |                                          |             |             |                |              |
| |                                          |             |             |                |              |
| |                                          |             |             |                |              |
| Classement de l'étape |                                          |             |             |                |              |
| Équipe | Équipe                                   | Pays        | Temps       | Écart de temps | Vitesse moy. |
| 1re | Sky                                      | Royaume-Uni | 14 min 44 s |                | 54.163 km/h  |
| 2e | CCC Sprandi Polkowice                    | Pologne     | 14 min 54 s | + 10 s         | 53.557 km/h  |
| 3e | Mitchelton-Scott                         | Australie   | 14 min 54 s | + 10 s         | 53.557 km/h  |
| 4e | Lotto NL-Jumbo                           | Pays-Bas    | 14 min 55 s | + 11 s         | 53.497 km/h  |
| 5e | Trek-Segafredo                           | États-Unis  | 14 min 57 s | + 13 s         | 53.378 km/h  |
| 6e | Androni Giocattoli-Sidermec              | Italie      | 15 min 00 s | + 16 s         | 53.200 km/h  |
| 7e | EF Education First-Drapac p/b Cannondale | États-Unis  | 15 min 05 s | + 21 s         | 52.906 km/h  |
| 8e | Gazprom-RusVelo                          | Russie      | 15 min 08 s | + 24 s         | 52.731 km/h  |
| 9e | Nippo-Vini Fantini-Europa Ovini          | Italie      | 15 min 13 s | + 29 s         | 52.442 km/h  |
| 10e | Wilier Triestina-Selle Italia            | Italie      | 15 min 14 s | + 30 s         | 52.385 km/h  |

| \| Classement général \| Classement général \| Classement général \| Classement général \| Classement général \| \| Coureur \| Coureur \| Pays \| Équipe \| Temps \| \| ------------------ \| ------------------- \| ------------------ \| ------------------------- \| ------------------ \| \| 1er \| Pascal Eenkhoorn \| Pays-Bas \| LottoNL-Jumbo \| 2 h 27 min 32 s \| \| 2e \| Lawson Craddock \| États-Unis \| EF Education First-Drapac \| + 12 s \| \| 3e \| Christopher Lawless \| Royaume-Uni \| Team Sky \| + 1 min 02 s \| \| 4e \| Diego Rosa \| Italie \| Team Sky \| + 1 min 02 s \| \| 5e \| Pavel Sivakov \| Russie \| Team Sky \| + 1 min 02 s \| \| 6e \| Jonathan Dibben \| Royaume-Uni \| Team Sky \| + 1 min 02 s \| \| 7e \| Luke Rowe \| Royaume-Uni \| Team Sky \| + 1 min 02 s \| \| 8e \| Jonas Koch \| Allemagne \| CCC Sprandi Polkowice \| + 1 min 12 s \| \| 9e \| Jan Tratnik \| Slovénie \| CCC Sprandi Polkowice \| + 1 min 12 s \| \| 10e \| Kamil Gradek \| Pologne \| CCC Sprandi Polkowice \| + 1 min 12 s \| |                     |             |                           |                 |
| |                     |             |                           |                 |
| |                     |             |                           |                 |
| Classement général |                     |             |                           |                 |
| Coureur | Coureur             | Pays        | Équipe                    | Temps           |
| 1er | Pascal Eenkhoorn    | Pays-Bas    | LottoNL-Jumbo             | 2 h 27 min 32 s |
| 2e | Lawson Craddock     | États-Unis  | EF Education First-Drapac | + 12 s          |
| 3e | Christopher Lawless | Royaume-Uni | Team Sky                  | + 1 min 02 s    |
| 4e | Diego Rosa          | Italie      | Team Sky                  | + 1 min 02 s    |
| 5e | Pavel Sivakov       | Russie      | Team Sky                  | + 1 min 02 s    |
| 6e | Jonathan Dibben     | Royaume-Uni | Team Sky                  | + 1 min 02 s    |
| 7e | Luke Rowe           | Royaume-Uni | Team Sky                  | + 1 min 02 s    |
| 8e | Jonas Koch          | Allemagne   | CCC Sprandi Polkowice     | + 1 min 12 s    |
| 9e | Jan Tratnik         | Slovénie    | CCC Sprandi Polkowice     | + 1 min 12 s    |
| 10e | Kamil Gradek        | Pologne     | CCC Sprandi Polkowice     | + 1 min 12 s    |

### 2eétape
| \| Classement de l'étape \| Classement de l'étape \| Classement de l'étape \| Classement de l'étape \| Classement de l'étape \| \| Coureur \| Coureur \| Pays \| Équipe \| Temps \| \| --------------------- \| --------------------- \| --------------------- \| --------------------------- \| --------------------- \| \| 1er \| Bauke Mollema \| Pays-Bas \| Trek-Segafredo \| 3 h 36 min 23 s \| \| 2e \| Diego Rosa \| Italie \| Team Sky \| + 2 s \| \| 3e \| Giulio Ciccone \| Italie \| Bardiani CSF \| + 3 s \| \| 4e \| Guillaume Martin \| France \| Wanty-Groupe Gobert \| + 3 s \| \| 5e \| Richard Carapaz \| Équateur \| Movistar Team \| + 3 s \| \| 6e \| Koen Bouwman \| Pays-Bas \| LottoNL-Jumbo \| + 11 s \| \| 7e \| Iván Sosa \| Colombie \| Androni Giocattoli-Sidermec \| + 13 s \| \| 8e \| Lucas Hamilton \| Australie \| Mitchelton-Scott \| + 33 s \| \| 9e \| Davide Ballerini \| Italie \| Androni Giocattoli-Sidermec \| + 55 s \| \| 10e \| Neilson Powless \| États-Unis \| LottoNL-Jumbo \| + 55 s \| |                  |            |                             |                 |
| |                  |            |                             |                 |
| |                  |            |                             |                 |
| Classement de l'étape |                  |            |                             |                 |
| Coureur | Coureur          | Pays       | Équipe                      | Temps           |
| 1er | Bauke Mollema    | Pays-Bas   | Trek-Segafredo              | 3 h 36 min 23 s |
| 2e | Diego Rosa       | Italie     | Team Sky                    | + 2 s           |
| 3e | Giulio Ciccone   | Italie     | Bardiani CSF                | + 3 s           |
| 4e | Guillaume Martin | France     | Wanty-Groupe Gobert         | + 3 s           |
| 5e | Richard Carapaz  | Équateur   | Movistar Team               | + 3 s           |
| 6e | Koen Bouwman     | Pays-Bas   | LottoNL-Jumbo               | + 11 s          |
| 7e | Iván Sosa        | Colombie   | Androni Giocattoli-Sidermec | + 13 s          |
| 8e | Lucas Hamilton   | Australie  | Mitchelton-Scott            | + 33 s          |
| 9e | Davide Ballerini | Italie     | Androni Giocattoli-Sidermec | + 55 s          |
| 10e | Neilson Powless  | États-Unis | LottoNL-Jumbo               | + 55 s          |

| \| Classement général \| Classement général \| Classement général \| Classement général \| Classement général \| \| Coureur \| Coureur \| Pays \| Équipe \| Temps \| \| ------------------ \| ------------------ \| ------------------ \| --------------------------- \| ------------------ \| \| 1er \| Diego Rosa \| Italie \| Team Sky \| 6 h 04 min 53 s \| \| 2e \| Bauke Mollema \| Pays-Bas \| Trek-Segafredo \| + 7 s \| \| 3e \| Koen Bouwman \| Pays-Bas \| LottoNL-Jumbo \| + 26 s \| \| 4e \| Iván Sosa \| Colombie \| Androni Giocattoli-Sidermec \| + 33 s \| \| 5e \| Lawson Craddock \| États-Unis \| EF Education First-Drapac \| + 36 s \| \| 6e \| Richard Carapaz \| Équateur \| Movistar Team \| + 38 s \| \| 7e \| Lucas Hamilton \| Australie \| Mitchelton-Scott \| + 47 s \| \| 8e \| Guillaume Martin \| France \| Wanty-Groupe Gobert \| + 50 s \| \| 9e \| Giulio Ciccone \| Italie \| Bardiani CSF \| + 51 s \| \| 10e \| Neilson Powless \| États-Unis \| LottoNL-Jumbo \| + 1 min 10 s \| |                  |            |                             |                 |
| |                  |            |                             |                 |
| |                  |            |                             |                 |
| Classement général |                  |            |                             |                 |
| Coureur | Coureur          | Pays       | Équipe                      | Temps           |
| 1er | Diego Rosa       | Italie     | Team Sky                    | 6 h 04 min 53 s |
| 2e | Bauke Mollema    | Pays-Bas   | Trek-Segafredo              | + 7 s           |
| 3e | Koen Bouwman     | Pays-Bas   | LottoNL-Jumbo               | + 26 s          |
| 4e | Iván Sosa        | Colombie   | Androni Giocattoli-Sidermec | + 33 s          |
| 5e | Lawson Craddock  | États-Unis | EF Education First-Drapac   | + 36 s          |
| 6e | Richard Carapaz  | Équateur   | Movistar Team               | + 38 s          |
| 7e | Lucas Hamilton   | Australie  | Mitchelton-Scott            | + 47 s          |
| 8e | Guillaume Martin | France     | Wanty-Groupe Gobert         | + 50 s          |
| 9e | Giulio Ciccone   | Italie     | Bardiani CSF                | + 51 s          |
| 10e | Neilson Powless  | États-Unis | LottoNL-Jumbo               | + 1 min 10 s    |

### 3eétape
| \| Classement de l'étape \| Classement de l'étape \| Classement de l'étape \| Classement de l'étape \| Classement de l'étape \| \| Coureur \| Coureur \| Pays \| Équipe \| Temps \| \| --------------------- \| --------------------- \| --------------------- \| ------------------------------- \| --------------------- \| \| 1er \| Christopher Lawless \| Royaume-Uni \| Team Sky \| 3 h 47 min 53 s \| \| 2e \| Paolo Totò \| Italie \| Sangemini-MG.Kvis-Vega \| + 0 s \| \| 3e \| Lorenzo Rota \| Italie \| Bardiani CSF \| + 0 s \| \| 4e \| Emīls Liepiņš \| Lettonie \| ONE Pro Cycling \| + 0 s \| \| 5e \| Richard Carapaz \| Équateur \| Movistar Team \| + 0 s \| \| 6e \| Mauro Finetto \| Italie \| Delko-Marseille Provence-KTM \| + 0 s \| \| 7e \| Fabio Felline \| Italie \| Trek-Segafredo \| + 0 s \| \| 8e \| Alex Turrin \| Italie \| Wilier Triestina-Selle Italia \| + 0 s \| \| 9e \| Nicola Bagioli \| Italie \| Nippo-Vini Fantini-Europa Ovini \| + 0 s \| \| 10e \| Diego Rosa \| Italie \| Team Sky \| + 0 s \| |                     |             |                                 |                 |
| |                     |             |                                 |                 |
| |                     |             |                                 |                 |
| Classement de l'étape |                     |             |                                 |                 |
| Coureur | Coureur             | Pays        | Équipe                          | Temps           |
| 1er | Christopher Lawless | Royaume-Uni | Team Sky                        | 3 h 47 min 53 s |
| 2e | Paolo Totò          | Italie      | Sangemini-MG.Kvis-Vega          | + 0 s           |
| 3e | Lorenzo Rota        | Italie      | Bardiani CSF                    | + 0 s           |
| 4e | Emīls Liepiņš       | Lettonie    | ONE Pro Cycling                 | + 0 s           |
| 5e | Richard Carapaz     | Équateur    | Movistar Team                   | + 0 s           |
| 6e | Mauro Finetto       | Italie      | Delko-Marseille Provence-KTM    | + 0 s           |
| 7e | Fabio Felline       | Italie      | Trek-Segafredo                  | + 0 s           |
| 8e | Alex Turrin         | Italie      | Wilier Triestina-Selle Italia   | + 0 s           |
| 9e | Nicola Bagioli      | Italie      | Nippo-Vini Fantini-Europa Ovini | + 0 s           |
| 10e | Diego Rosa          | Italie      | Team Sky                        | + 0 s           |

| \| Classement général \| Classement général \| Classement général \| Classement général \| Classement général \| \| Coureur \| Coureur \| Pays \| Équipe \| Temps \| \| ------------------ \| ----------------------- \| ------------------ \| ----------------------------- \| ------------------ \| \| 1er \| Diego Rosa \| Italie \| Team Sky \| 9 h 52 min 46 s \| \| 2e \| Bauke Mollema \| Pays-Bas \| Trek-Segafredo \| + 7 s \| \| 3e \| Richard Carapaz \| Équateur \| Movistar Team \| + 38 s \| \| 4e \| Lucas Hamilton \| Australie \| Mitchelton-Scott \| + 47 s \| \| 5e \| Fausto Masnada \| Italie \| Androni Giocattoli-Sidermec \| + 1 min 22 s \| \| 6e \| Christopher Juul Jensen \| Danemark \| Mitchelton-Scott \| + 1 min 22 s \| \| 7e \| Pavel Sivakov \| Russie \| Team Sky \| + 1 min 26 s \| \| 8e \| Koen Bouwman \| Pays-Bas \| LottoNL-Jumbo \| + 1 min 32 s \| \| 9e \| Iván Sosa \| Colombie \| Androni Giocattoli-Sidermec \| + 1 min 39 s \| \| 10e \| Alex Turrin \| Italie \| Wilier Triestina-Selle Italia \| + 1 min 50 s \| |                         |           |                               |                 |
| |                         |           |                               |                 |
| |                         |           |                               |                 |
| Classement général |                         |           |                               |                 |
| Coureur | Coureur                 | Pays      | Équipe                        | Temps           |
| 1er | Diego Rosa              | Italie    | Team Sky                      | 9 h 52 min 46 s |
| 2e | Bauke Mollema           | Pays-Bas  | Trek-Segafredo                | + 7 s           |
| 3e | Richard Carapaz         | Équateur  | Movistar Team                 | + 38 s          |
| 4e | Lucas Hamilton          | Australie | Mitchelton-Scott              | + 47 s          |
| 5e | Fausto Masnada          | Italie    | Androni Giocattoli-Sidermec   | + 1 min 22 s    |
| 6e | Christopher Juul Jensen | Danemark  | Mitchelton-Scott              | + 1 min 22 s    |
| 7e | Pavel Sivakov           | Russie    | Team Sky                      | + 1 min 26 s    |
| 8e | Koen Bouwman            | Pays-Bas  | LottoNL-Jumbo                 | + 1 min 32 s    |
| 9e | Iván Sosa               | Colombie  | Androni Giocattoli-Sidermec   | + 1 min 39 s    |
| 10e | Alex Turrin             | Italie    | Wilier Triestina-Selle Italia | + 1 min 50 s    |

### 4eétape
| \| Classement de l'étape \| Classement de l'étape \| Classement de l'étape \| Classement de l'étape \| Classement de l'étape \| \| Coureur \| Coureur \| Pays \| Équipe \| Temps \| \| --------------------- \| --------------------- \| --------------------- \| ---------------------------- \| --------------------- \| \| 1er \| Jan Tratnik \| Slovénie \| CCC Sprandi Polkowice \| 19 min 22 s \| \| 2e \| Diego Rosa \| Italie \| Team Sky \| + 28 s \| \| 3e \| Víctor de la Parte \| Espagne \| Movistar Team \| + 32 s \| \| 4e \| Koen Bouwman \| Pays-Bas \| LottoNL-Jumbo \| + 40 s \| \| 5e \| Bauke Mollema \| Pays-Bas \| Trek-Segafredo \| + 41 s \| \| 6e \| Neilson Powless \| États-Unis \| LottoNL-Jumbo \| + 46 s \| \| 7e \| Pavel Sivakov \| Russie \| Team Sky \| + 46 s \| \| 8e \| Eduardo Sepúlveda \| Argentine \| Movistar Team \| + 47 s \| \| 9e \| Richard Carapaz \| Équateur \| Movistar Team \| + 52 s \| \| 10e \| Mauro Finetto \| Italie \| Delko-Marseille Provence-KTM \| + 52 s \| |                    |            |                              |             |
| |                    |            |                              |             |
| |                    |            |                              |             |
| Classement de l'étape |                    |            |                              |             |
| Coureur | Coureur            | Pays       | Équipe                       | Temps       |
| 1er | Jan Tratnik        | Slovénie   | CCC Sprandi Polkowice        | 19 min 22 s |
| 2e | Diego Rosa         | Italie     | Team Sky                     | + 28 s      |
| 3e | Víctor de la Parte | Espagne    | Movistar Team                | + 32 s      |
| 4e | Koen Bouwman       | Pays-Bas   | LottoNL-Jumbo                | + 40 s      |
| 5e | Bauke Mollema      | Pays-Bas   | Trek-Segafredo               | + 41 s      |
| 6e | Neilson Powless    | États-Unis | LottoNL-Jumbo                | + 46 s      |
| 7e | Pavel Sivakov      | Russie     | Team Sky                     | + 46 s      |
| 8e | Eduardo Sepúlveda  | Argentine  | Movistar Team                | + 47 s      |
| 9e | Richard Carapaz    | Équateur   | Movistar Team                | + 52 s      |
| 10e | Mauro Finetto      | Italie     | Delko-Marseille Provence-KTM | + 52 s      |

## Classements finals

### Classement général final
| \| Classement général \| Classement général \| Classement général \| Classement général \| Classement général \| \| Coureur \| Coureur \| Pays \| Équipe \| Temps \| \| ------------------ \| ----------------------- \| ------------------ \| --------------------------- \| ------------------ \| \| 1er \| Diego Rosa \| Italie \| Team Sky \| 10 h 12 min 36 s \| \| 2e \| Bauke Mollema \| Pays-Bas \| Trek-Segafredo \| + 20 s \| \| 3e \| Richard Carapaz \| Équateur \| Movistar Team \| + 1 min 02 s \| \| 4e \| Pavel Sivakov \| Russie \| Team Sky \| + 1 min 44 s \| \| 5e \| Koen Bouwman \| Pays-Bas \| LottoNL-Jumbo \| + 1 min 44 s \| \| 6e \| Fausto Masnada \| Italie \| Androni Giocattoli-Sidermec \| + 1 min 51 s \| \| 7e \| Lucas Hamilton \| Australie \| Mitchelton-Scott \| + 1 min 58 s \| \| 8e \| Christopher Juul Jensen \| Danemark \| Mitchelton-Scott \| + 2 min 14 s \| \| 9e \| Neilson Powless \| États-Unis \| LottoNL-Jumbo \| + 2 min 34 s \| \| 10e \| Giulio Ciccone \| Italie \| Bardiani CSF \| + 2 min 36 s \| |                         |            |                             |                  |
| |                         |            |                             |                  |
| Source : ProCyclingStats |                         |            |                             |                  |
| Classement général |                         |            |                             |                  |
| Coureur | Coureur                 | Pays       | Équipe                      | Temps            |
| 1er | Diego Rosa              | Italie     | Team Sky                    | 10 h 12 min 36 s |
| 2e | Bauke Mollema           | Pays-Bas   | Trek-Segafredo              | + 20 s           |
| 3e | Richard Carapaz         | Équateur   | Movistar Team               | + 1 min 02 s     |
| 4e | Pavel Sivakov           | Russie     | Team Sky                    | + 1 min 44 s     |
| 5e | Koen Bouwman            | Pays-Bas   | LottoNL-Jumbo               | + 1 min 44 s     |
| 6e | Fausto Masnada          | Italie     | Androni Giocattoli-Sidermec | + 1 min 51 s     |
| 7e | Lucas Hamilton          | Australie  | Mitchelton-Scott            | + 1 min 58 s     |
| 8e | Christopher Juul Jensen | Danemark   | Mitchelton-Scott            | + 2 min 14 s     |
| 9e | Neilson Powless         | États-Unis | LottoNL-Jumbo               | + 2 min 34 s     |
| 10e | Giulio Ciccone          | Italie     | Bardiani CSF                | + 2 min 36 s     |

### Classements annexes
| Classement par points | Classement par points | Classement par points | Classement par points       | Classement par points |
| Coureur               | Coureur               | Pays                  | Équipe                      | Points                |
| --------------------- | --------------------- | --------------------- | --------------------------- | --------------------- |
| 1er                   | Christopher Lawless   | Royaume-Uni           | Team Sky                    | 15 pts                |
| 2e                    | Bauke Mollema         | Pays-Bas              | Trek-Segafredo              | 10 pts                |
| 3e                    | Pascal Eenkhoorn      | Pays-Bas              | LottoNL-Jumbo               | 10 pts                |
| 4e                    | Diego Rosa            | Italie                | Team Sky                    | 8 pts                 |
| 5e                    | Richard Carapaz       | Équateur              | Movistar Team               | 8 pts                 |
| 6e                    | Lawson Craddock       | États-Unis            | EF Education First-Drapac   | 8 pts                 |
| 7e                    | Paolo Totò            | Italie                | Sangemini-MG.Kvis-Vega      | 8 pts                 |
| 8e                    | Giulio Ciccone        | Italie                | Bardiani CSF                | 6 pts                 |
| 9e                    | Davide Ballerini      | Italie                | Androni Giocattoli-Sidermec | 6 pts                 |
| 10e                   | Lorenzo Rota          | Italie                | Bardiani CSF                | 6 pts                 |

| Classement par points | Classement par points | Classement par points | Classement par points       | Classement par points |
| Coureur               | Coureur               | Pays                  | Équipe                      | Points                |
| --------------------- | --------------------- | --------------------- | --------------------------- | --------------------- |
| 1er                   | Christopher Lawless   | Royaume-Uni           | Team Sky                    | 15 pts                |
| 2e                    | Bauke Mollema         | Pays-Bas              | Trek-Segafredo              | 10 pts                |
| 3e                    | Pascal Eenkhoorn      | Pays-Bas              | LottoNL-Jumbo               | 10 pts                |
| 4e                    | Diego Rosa            | Italie                | Team Sky                    | 8 pts                 |
| 5e                    | Richard Carapaz       | Équateur              | Movistar Team               | 8 pts                 |
| 6e                    | Lawson Craddock       | États-Unis            | EF Education First-Drapac   | 8 pts                 |
| 7e                    | Paolo Totò            | Italie                | Sangemini-MG.Kvis-Vega      | 8 pts                 |
| 8e                    | Giulio Ciccone        | Italie                | Bardiani CSF                | 6 pts                 |
| 9e                    | Davide Ballerini      | Italie                | Androni Giocattoli-Sidermec | 6 pts                 |
| 10e                   | Lorenzo Rota          | Italie                | Bardiani CSF                | 6 pts                 |

| Classement de la montagne | Classement de la montagne | Classement de la montagne | Classement de la montagne   | Classement de la montagne |
| Coureur                   | Coureur                   | Pays                      | Équipe                      | Points                    |
| ------------------------- | ------------------------- | ------------------------- | --------------------------- | ------------------------- |
| 1er                       | Lawson Craddock           | États-Unis                | EF Education First-Drapac   | 16 pts                    |
| 2e                        | Marco Minnaard            | Pays-Bas                  | Wanty-Groupe Gobert         | 14 pts                    |
| 3e                        | Pascal Eenkhoorn          | Pays-Bas                  | LottoNL-Jumbo               | 14 pts                    |
| 4e                        | Brice Feillu              | France                    | Fortuneo-Samsic             | 13 pts                    |
| 5e                        | Giulio Ciccone            | Italie                    | Bardiani CSF                | 8 pts                     |
| 6e                        | Francesco Gavazzi         | Italie                    | Androni Giocattoli-Sidermec | 8 pts                     |
| 7e                        | Diego Rosa                | Italie                    | Team Sky                    | 8 pts                     |
| 8e                        | Emil Dima                 | Roumanie                  | MSTina-Focus                | 8 pts                     |
| 9e                        | Tyler Williams            | États-Unis                | Israel Cycling Academy      | 7 pts                     |
| 10e                       | Davide Ballerini          | Italie                    | Androni Giocattoli-Sidermec | 6 pts                     |

| Classement de la montagne | Classement de la montagne | Classement de la montagne | Classement de la montagne   | Classement de la montagne |
| Coureur                   | Coureur                   | Pays                      | Équipe                      | Points                    |
| ------------------------- | ------------------------- | ------------------------- | --------------------------- | ------------------------- |
| 1er                       | Lawson Craddock           | États-Unis                | EF Education First-Drapac   | 16 pts                    |
| 2e                        | Marco Minnaard            | Pays-Bas                  | Wanty-Groupe Gobert         | 14 pts                    |
| 3e                        | Pascal Eenkhoorn          | Pays-Bas                  | LottoNL-Jumbo               | 14 pts                    |
| 4e                        | Brice Feillu              | France                    | Fortuneo-Samsic             | 13 pts                    |
| 5e                        | Giulio Ciccone            | Italie                    | Bardiani CSF                | 8 pts                     |
| 6e                        | Francesco Gavazzi         | Italie                    | Androni Giocattoli-Sidermec | 8 pts                     |
| 7e                        | Diego Rosa                | Italie                    | Team Sky                    | 8 pts                     |
| 8e                        | Emil Dima                 | Roumanie                  | MSTina-Focus                | 8 pts                     |
| 9e                        | Tyler Williams            | États-Unis                | Israel Cycling Academy      | 7 pts                     |
| 10e                       | Davide Ballerini          | Italie                    | Androni Giocattoli-Sidermec | 6 pts                     |

| Classement du meilleur jeune | Classement du meilleur jeune | Classement du meilleur jeune | Classement du meilleur jeune | Classement du meilleur jeune |
| Coureur                      | Coureur                      | Pays                         | Équipe                       | Temps                        |
| ---------------------------- | ---------------------------- | ---------------------------- | ---------------------------- | ---------------------------- |
| 1er                          | Pavel Sivakov                | Russie                       | Team Sky                     | 10 h 14 min 20 s             |
| 2e                           | Lucas Hamilton               | Australie                    | Mitchelton-Scott             | + 14 s                       |
| 3e                           | Neilson Powless              | États-Unis                   | LottoNL-Jumbo                | + 50 s                       |
| 4e                           | Iván Sosa                    | Colombie                     | Androni Giocattoli-Sidermec  | + 1 min 06 s                 |
| 5e                           | Artem Nych                   | Russie                       | Gazprom-RusVelo              | + 1 min 57 s                 |
| 6e                           | Eddie Dunbar                 | Irlande                      | Aqua Blue Sport              | + 2 min 00 s                 |
| 7e                           | Alex Aranburu                | Espagne                      | Caja Rural-Seguros RGA       | + 3 min 10 s                 |
| 8e                           | Julien Mortier               | Belgique                     | WB-Aqua Protect-Veranclassic | + 4 min 38 s                 |
| 9e                           | Lorenzo Rota                 | Italie                       | Bardiani CSF                 | + 4 min 40 s                 |
| 10e                          | Giovanni Carboni             | Italie                       | Bardiani CSF                 | + 5 min 00 s                 |

| Classement du meilleur jeune | Classement du meilleur jeune | Classement du meilleur jeune | Classement du meilleur jeune | Classement du meilleur jeune |
| Coureur                      | Coureur                      | Pays                         | Équipe                       | Temps                        |
| ---------------------------- | ---------------------------- | ---------------------------- | ---------------------------- | ---------------------------- |
| 1er                          | Pavel Sivakov                | Russie                       | Team Sky                     | 10 h 14 min 20 s             |
| 2e                           | Lucas Hamilton               | Australie                    | Mitchelton-Scott             | + 14 s                       |
| 3e                           | Neilson Powless              | États-Unis                   | LottoNL-Jumbo                | + 50 s                       |
| 4e                           | Iván Sosa                    | Colombie                     | Androni Giocattoli-Sidermec  | + 1 min 06 s                 |
| 5e                           | Artem Nych                   | Russie                       | Gazprom-RusVelo              | + 1 min 57 s                 |
| 6e                           | Eddie Dunbar                 | Irlande                      | Aqua Blue Sport              | + 2 min 00 s                 |
| 7e                           | Alex Aranburu                | Espagne                      | Caja Rural-Seguros RGA       | + 3 min 10 s                 |
| 8e                           | Julien Mortier               | Belgique                     | WB-Aqua Protect-Veranclassic | + 4 min 38 s                 |
| 9e                           | Lorenzo Rota                 | Italie                       | Bardiani CSF                 | + 4 min 40 s                 |
| 10e                          | Giovanni Carboni             | Italie                       | Bardiani CSF                 | + 5 min 00 s                 |

| Classement par équipes | Classement par équipes        | Classement par équipes | Classement par équipes |
| Équipe                 | Équipe                        | Pays                   | Temps                  |
| ---------------------- | ----------------------------- | ---------------------- | ---------------------- |
| 1re                    | Movistar Team                 | Espagne                | 30 h 13 min 20 s       |
| 2e                     | Lotto NL-Jumbo                | Pays-Bas               | + 1 min 04 s           |
| 3e                     | Androni Giocattoli-Sidermec   | Italie                 | + 1 min 45 s           |
| 4e                     | Aqua Blue Sport               | Irlande                | + 4 min 18 s           |
| 5e                     | Wanty-Groupe Gobert           | Belgique               | + 6 min 28 s           |
| 6e                     | Wilier Triestina-Selle Italia | Italie                 | + 6 min 29 s           |
| 7e                     | Caja Rural-Seguros RGA        | Espagne                | + 7 min 15 s           |
| 8e                     | Bardiani CSF                  | Italie                 | + 7 min 52 s           |
| 9e                     | Sky                           | Royaume-Uni            | + 11 min 32 s          |
| 10e                    | Gazprom-RusVelo               | Russie                 | + 11 min 59 s          |

| Classement par équipes | Classement par équipes        | Classement par équipes | Classement par équipes |
| Équipe                 | Équipe                        | Pays                   | Temps                  |
| ---------------------- | ----------------------------- | ---------------------- | ---------------------- |
| 1re                    | Movistar Team                 | Espagne                | 30 h 13 min 20 s       |
| 2e                     | Lotto NL-Jumbo                | Pays-Bas               | + 1 min 04 s           |
| 3e                     | Androni Giocattoli-Sidermec   | Italie                 | + 1 min 45 s           |
| 4e                     | Aqua Blue Sport               | Irlande                | + 4 min 18 s           |
| 5e                     | Wanty-Groupe Gobert           | Belgique               | + 6 min 28 s           |
| 6e                     | Wilier Triestina-Selle Italia | Italie                 | + 6 min 29 s           |
| 7e                     | Caja Rural-Seguros RGA        | Espagne                | + 7 min 15 s           |
| 8e                     | Bardiani CSF                  | Italie                 | + 7 min 52 s           |
| 9e                     | Sky                           | Royaume-Uni            | + 11 min 32 s          |
| 10e                    | Gazprom-RusVelo               | Russie                 | + 11 min 59 s          |

### UCI Europe Tour
Cette Semaine internationale Coppi et Bartali attribue des points pour l'UCI Europe Tour 2018, y compris aux coureurs faisant partie d'une équipe ayant un label WorldTeam. De plus la course donne le même nombre de points individuellement à tous les coureurs pour le Classement mondial UCI 2018.
| Position           | 1er | 2e | 3e | 4e | 5e | 6e | 7e | 8e | 9e | 10e | 11e | 12e | 13e à 15e | 16e à 25e |
| Classement général | 125 | 85 | 70 | 60 | 50 | 40 | 35 | 30 | 25 | 20  | 15  | 10  | 5         | 3         |
| Par étape          | 14  | 5  | 3  |    |    |    |    |    |    |     |     |     |           |           |
| Leader, par étape  | 3   |    |    |    |    |    |    |    |    |     |     |     |           |           |